# Тербон (Квебек)
Тербо́н — город за пределами острова Монреаль, на западе провинции Квебек, Канада. Он расположен на северном берегу Ривьер де Миль-Иль и Ривьер-де-прерий, к северу от Монреаля и Лаваля.
Этот город разделён на три сектора, а именно Лашенайе, Ла-Плен и Тербон. Эти секторы раньше были различными городами, но в 2001 году, дали согласие на слияние и сформировали новый город под названием Тербон с населением около 95 000 в 2006 году.

## История
Город Лашене основал в 1670 году дворянин Шарль Обер де Лашене (фр. Charles Obert de Lachenaie). Индейцы уже жили на этой территории в то время. Колонизации началась в 1647 году, когда Лашене был объединён с сеньорией Репантиньи. Луи де Лепаж Сент-Клэр, священник, и его сын Рене Лепаж де Сент-Клэр, приобрели сеньорию Тербон 2 сентября 1720 года. Аббат Луи Лепаж де Сент-Клер построил первую церковь в 1734 году и первые усадьбы в 1735 году. Несколько лет спустя, аббат Лепаж основал город с мельницей.
Город Ла-Плен был основан в 1830 году на обломках других городов. В то время, лорды Тербона и Ланайе построили дороги под названием «Шеман де-ла-Гранде Линье» для объединения двух городов. Теперь она называется бульвар Лорье. В 1877 году была построена железная дорога и стимулировала экономический рост. В это время была основана деревня Сен-Жоакен, которая была позже, в 1920 году, переименована в Ла-Плен.
Основателем Тербона, который получил своё название в 1673 году, был Андре Долье-Деланде. После строительства первого деревянного моста в 1834 году, появились две основные улицы. Торговой площадью был Тербон, а сельскохозяйственной площадкой был Сен-Луи де Тербон. В 1985 году два города объединились.